# Kamenná helma
Kamenná helma je každoroční ocenění hráče Extraligy ledního hokeje, jenž zvítězil v tak zvaném Radegast indexu, což je shrnutí statistik, které definují největšího bojovníka mezi hokejisty Extraligy. Tato trofej je udělována na Galavečeru Hokejisty sezóny od sezóny 2013/2014.

## Držitelé
| Sezóna    | Hráč             | Tým                                | Radegast index |
| --------- | ---------------- | ---------------------------------- | -------------- |
| 2013/2014 | Michal Gulaši    | HC Energie Karlovy Vary            | 309            |
| 2014/2015 | Lukáš Galvas     | HC Oceláři Třinec                  | 210            |
| 2015/2016 | Jan Výtisk       | Bílí Tygři Liberec                 | 314            |
| 2016/2017 | Jan Výtisk       | HC Vítkovice Ridera                | 427            |
| 2017/2018 | Jan Výtisk       | HC Vítkovice Ridera                | 208            |
| 2018/2019 | Jan Výtisk       | HC Vítkovice Ridera                | 265            |
| 2019/2020 | Michal Gulaši    | HC Kometa Brno                     | 217            |
| 2020/2021 | Michal Gulaši    | HC Kometa Brno                     | 208            |
| 2021/2022 | Richard Nedomlel | Mountfield HK                      | 215            |
| 2022/2023 | Richard Nedomlel | Mountfield HK / Bílí Tygři Liberec | 175            |
| 2023/2024 | Richard Nedomlel | HC Oceláři Třinec                  | 157            |
| 2024/2025 | Richard Nedomlel | HC Oceláři Třinec                  | 195            |

## Související článek
- Radegast